# Амрапали (фильм)
«Амрапа́ли» (хинди आम्रपाली, англ. Amrapali) — индийский исторический фильм на языке хинди режиссёра Лекха Тандона, вышедший в прокат в 1966 году. Главные роли в фильме исполнили Виджаянтимала и Сунил Датт. По итогам года фильм был выдвинут на соискание «Оскара» от Индии, но не вошел в шорт-лист номинации.

## Сюжет
Действие этого фильма происходит в Древней Индии около 500 года до н. э. Сюжет основан на реальных событиях из жизни придворной танцовщицы и куртизанки Амрапали из Вайшали и Аджашастры, царя империи Магадхи, который влюбляется в неё. Чтобы получить Амрапали, Аджашастра со своими войсками разрушает Личчхави. Несмотря на то, что Амрапали тоже полюбила Аджашастру, она, будучи патриоткой своей страны, не может покинуть свой народ и уйти с завоевателем. Амрапали встречается с Буддой Гаутамой и становится одной из его учениц, а после обучения у него — архатом.

## В ролях
- Виджаянтимала — Амрапали
- Сунил Датт — Аджашастра, император Магадхи
- Сулочана — императрица Вайшали
- Бипин Гупта — Прамуг, император Вайшали
- Премнатх — военачальник Вир
- Гаджанан Джагирдар — Кулпати Маханам, наставник Амрапали
- К. Н. Сингх — Бадбахра Сингх
- Мадхави — Деви Чатрасена, придворная танцовщица
- Нарендра Натх — Будда Шакьямуни

## Производство
История жизни Амрапали (правильнее — Амбапали) из Вайшали упоминается в древних текстах на языке пали и буддийских традициях. Она неоднократно становилась основой для сюжета художественных книг, исторических исследований и вдохновляла индийских кинематографистов на экранизации. Два одноимённых фильма на данную тему были сняты в 1945 и 1959 годах.
На главную роль в фильме была приглашена актриса Виджаянтимала, являющаяся известной в Индии профессиональной исполнительнией классических индийских танцев в стиле бхаратанатьям.
Для создания исторически достоверных костюмов художница по костюмам Бхану Атхайя побывала в Аджанте и изучала фрески буддийской эпохи.

## Саундтрек
Вся музыка написана дуэтом композиторов Шанкар-Джайкишан.
| №  | Название                       | Исполнители    | Длительность |
| -- | ------------------------------ | -------------- | ------------ |
| 1. | «Jao Re Jogi»                  | Лата Мангешкар | 3:28         |
| 2. | «Tumhen Yaad Karte Karte»      | Лата Мангешкар | 3:35         |
| 3. | «Neel Gagan Ki Chhaon Mein»    | Лата Мангешкар |              |
| 4. | «Tadap Yeh Din Raat Ki»        | Лата Мангешкар | 4:23         |
| 5. | «Nacho Gao Nacho Dhoom Machao» | Лата Мангешкар |              |

Для индийского кинематографа тех лет в этом фильме сравнительно мало песен. Несмотря на это, песни «Jao Re Jogi», «Tumhen Yaad Karte Karte», «Neel Gagan Ki Chhaon Mein» стали одними из лучших в многолетней карьере известной индийской певицы Латы Мангешкар.

## Реакция и влияние
Возможно, благодаря приверженности директора Лекха Тандона исторической точности, фильм стал одним из немногих, которые не связывают стыд и чувство вины с куртизанкой.
Хотя «Амрапали» не имел кассового успеха, со временем он стал рассматриваться как классика индийского кинематографа.
Также несмотря на провал в кассе он был выбран представлять Индию на 39-й церемонии вручения наград премии «Оскар», однако не вошёл в шорт-лист номинации.
Фильм был дублирован на русский язык и демонстрировался в программе I Ташкентского кинофестиваля в 1968 году, а с 8 декабря 1975 года в широком прокате СССР.
В 2007 году сцены из «Амрапали» и нескольких других фильмов прошлых лет были использованы в музыкальном номере на песню «Dhoom Taana» из фильма «Когда одной жизни мало», чтобы достоверно изобразить роли ретро-актрисы.